# Joseph Suche
Ne pas confondre avec Joseph Sucher (1843-1908), compositeur, maître de chapelle et chef d'orchestre autrichien.
Pour les articles homonymes, voir Suche.
Joseph Suche est un violoniste autrichien, seulement connu pour avoir enseigné le violon à Joseph Mayseder à Vienne en 1797-1798.
Son nom est absent des principales encyclopédies musicologiques de référence, c’est-à-dire la Biographie universelle des musiciens de Fétis, le MGG et le Grove.
Par contre, Eitner mentionne, sans préciser son prénom, un Suche qui a été « maître de chapelle du théâtre situé à côté de la Kärntnerthor à Vienne vers 1783 ».